# Витолиньш, Екабс
Екабс Витолиньш (латыш. Jēkabs Vītoliņš; 5 августа 1898 — 9 сентября 1977) — латвийский музыковед, «центральная фигура латвийского музыковедения 1930-х годов». Заслуженный деятель искусств Латвийской ССР (1958).
Окончил Латвийскую консерваторию (1924) по отделениям композиции и теории музыки, стажировался в Сорбонне и Венском университете. Выступал как музыкальный критик, преподавал в Латвийской консерватории с 1938 года. Редактировал журнал Mūzikas Apskats («Музыкальное обозрение»; 1932-1939).
В 1930 г. в соавторстве с Робертом Кродером выпустил книгу «Рихард Вагнер: жизнь и труды» (латыш. Richards Vāgners: dzīve un darbi) и сборник «Портреты латвийских музыкантов» (латыш. Latvju skaņu mākslinieku portrejas). В 1934 г. опубликовал фундаментальную «Историю музыки» (латыш. Mūzikas vēsture) — первый труд такого рода на латышском языке. В послевоенные годы сосредоточился в большей степени на изучении народной музыки. В 1960 году защитил в Ленинградской консерватории диссертацию доктора музыковедения «Исследования в области латышской народной музыки».